# Parafia Objawienia Pańskiego w Grabowie
Parafia Objawienia Pańskiego w Grabowie – parafia rzymskokatolicka, znajdująca się w diecezji pelplińskiej, w dekanacie Skórcz. 
Liczba wiernych: 530.

## Zasięg terytorialny
Do parafii przynależą wierni z miejscowości: Grabowo, Brzeźno, Maksymilianowo, Pólka.

## Proboszczowie
- ks. Józef Radke (1948–1953)
- ks. Gracjan Bieliński (1954–1955)
- ks. Franciszek Brzeski (1956–1972)
- ks. Wacław Kalkowski (1972–1994)
- ks. Piotr Kowalski (od 1995)